# Козловский район (Мордовская АССР)
Козловский район — упразднённая административно-территориальная единица в составе Мордовской АССР, существовавшая в 1928—1935 и 1937—1959 годах. Административный центр — село Козловка.

## История
Козловский район был образован указом ВЦИК от 16 июля 1928 года в составе Мордовского округа.
В состав района вошли следующие сельсоветы: Андреевский, Безводинский, Большесыресевский, Ведянский, Жабинский, Каласевский, Каменский, Керамсурский, Кечушевский, Киржеманский, Козловский, Лобаскинский, Луньгинский, Луньго-Майданский, Манадышский 2-й, Наборно-Сыресевский, Низовский, Новочукальский, Парадеевский, Пилесевский, Покровский, Селищинский, Спасско-Мурзинский, Тазнеевский, Тархановский и Челпановский.
В 1930 году Мордовский округ был преобразован в Мордовскую АО, а в 1934 — в Мордовскую АССР.
25 января 1935 года Козловский район был упразднён, но уже 10 мая 1937 года восстановлен.
14 марта 1959 года Козловский район был упразднён, а его территория разделена между Ардатовским, Атяшевским и Ичалковским районами.